# 加覧愛
加覧 愛（がらん あい、1986年8月27日 - ）は、日本の女性ファッションモデル、タレント。かつてフロント（エスプリ・ディヴィジョン）に所属していた。

## 人物
マンダムLUCIDO、スズキ・ワゴンR、資生堂マキアージュ、NEC docomo N-04Bなど数多くのCMにモデルとして出演。
夫はヤマノビューティメイト社長の山野幹夫。2012年2月4日に明治神宮で結婚式を挙げ、3月20日に帝国ホテルでウェディングパーティが開催された。パーティーでは郷ひろみ、つんく♂、矢口真里らから歌のプレゼントを受けた。